# Nati nel 1694
| Questa pagina contiene informazioni ricavate automaticamente dalle voci biografiche con l'ausilio del template Bio e di un bot. L'aggiornamento è periodico e automatico e ricostruisce completamente la pagina. Se manca una persona in questa lista, sei pregato di non aggiungerla, ma accertati piuttosto che la sua voce biografica contenga il template Bio e che i dati anagrafici siano correttamente compilati. Se il template Bio manca, inseriscilo tu stesso o, in alternativa, metti l'avviso {{tmp\|Bio}} che ne segnala la mancanza. Se i dati riportati sono sbagliati, correggi direttamente la voce biografica; le modifiche saranno visibili in questa lista entro pochi giorni. Per chiarimenti vedi il progetto biografie. La lista contiene solo le 90 persone che sono citate nell'enciclopedia e per le quali è stato implementato correttamente il template Bio. Pagina aggiornata al 31 ago 2024. |

## Gennaio(4)
- 3 gennaio - Paolo della Croce, presbitero italiano († 1775)
- 8 gennaio - Raffaele Chyliński, presbitero polacco († 1741)
- 11 gennaio - Francis Scott, II duca di Buccleuch, politico scozzese († 1751)
- 25 gennaio - Simone Enrico Adolfo di Lippe-Detmold, conte tedesco († 1734)

## Febbraio(1)
- 1º febbraio - Giuseppe Spinelli, cardinale e arcivescovo cattolico italiano († 1763)

## Marzo(4)
- 9 marzo - Giovanni Stefano Carbonelli, compositore italiano († 1772)
- 16 marzo - Christian Hilfgott Brand, pittore tedesco († 1756)
- 22 marzo - Carlo Luigi Caissotti, politico italiano († 1779)
- 24 marzo - Giuseppe Bernardi, scultore e intagliatore italiano († 1773)

## Aprile(7)
- 3 aprile - George Edwards, ornitologo britannico († 1773)
- 6 aprile - Vincenzo Meucci, pittore italiano († 1766)
- 12 aprile - Francesco Vandelli, astronomo e matematico italiano († 1771)
- 13 aprile - Gabriele Bonomo, teologo, matematico e filosofo italiano († 1760)
- 16 aprile - Francesco Guidi, arcivescovo cattolico italiano († 1778)
- 25 aprile - Richard Boyle, III conte di Burlington, architetto inglese († 1753)
- 26 aprile - Aleksandr L'vovič Naryškin, politico russo († 1746)

## Maggio(4)
- 7 maggio - Pierre-Jean Mariette, incisore, collezionista d'arte e storico dell'arte francese († 1774)
- 8 maggio - Étienne Lauréault de Foncemagne, scrittore e religioso francese († 1779)
- 11 maggio - Maria Teresa del Liechtenstein, principessa tedesca († 1772)
- 13 maggio - Giuseppe Longhi, francescano italiano († 1756)

## Giugno(4)
- 4 giugno - Louis-Claude Daquin, compositore francese († 1772)
- 4 giugno - François Quesnay, economista, medico e naturalista francese († 1774)
- 10 giugno - Ottavio Antonio Bayardi, religioso, scrittore e vescovo cattolico italiano († 1764)
- 24 giugno - Jean-Jacques Burlamaqui, filosofo, giurista e scrittore svizzero († 1748)

## Luglio(8)
- 4 luglio - Claudio Francesco Beaumont, pittore italiano († 1766)
- 7 luglio - Philipp Adolph von Münchhausen, politico tedesco († 1762)
- 11 luglio - Charles-Antoine Coypel, pittore francese († 1752)
- 12 luglio - Gustava Carolina di Meclemburgo-Strelitz, nobile tedesca († 1748)
- 16 luglio - Marcus Beresford, I conte di Tyrone, politico irlandese († 1763)
- 20 luglio - Christian Gottlieb Jöcher, bibliotecario e lessicografo tedesco († 1758)
- 21 luglio - Georg Brandt, chimico e mineralogista svedese († 1768)
- 28 luglio - Aleksandr Borisovič Buturlin, nobile e ufficiale russo († 1767)

## Agosto(8)
- 5 agosto - Leonardo Leo, compositore italiano († 1744)
- 8 agosto - Francis Hutcheson, filosofo irlandese († 1746)
- 10 agosto - John Leveson-Gower, I conte Gower, nobile e politico inglese († 1754)
- 11 agosto - Giorgio Baffo, poeta italiano († 1768)
- 14 agosto - Henry Howard, IV conte di Carlisle, nobile e politico britannico († 1758)
- 20 agosto - Cristiana Carlotta di Württemberg-Winnental, principessa tedesca († 1729)
- 25 agosto - Theodor Stephan von Neuhoff, militare tedesco († 1756)
- 28 agosto - Carlotta Cristina di Brunswick-Wolfenbüttel, principessa tedesca († 1715)

## Settembre(8)
- 2 settembre - Adrian Wetter, politico e mercante svizzero († 1764)
- 5 settembre - František Václav Míča, compositore ceco († 1744)
- 7 settembre - Johan Ludvig Holstein-Ledreborg, politico danese († 1763)
- 21 settembre - Alessandro Teodoro Trivulzio, III marchese di Sesto Ulteriano, nobile e politico italiano († 1763)
- 22 settembre - Philip Stanhope, IV conte di Chesterfield, nobile e politico inglese († 1773)
- 23 settembre - Giovanni Francesco Banchieri, cardinale italiano († 1763)
- 24 settembre - Praskov'ja Ivanovna Romanova, principessa russa († 1731)
- 25 settembre - Henry Pelham, politico inglese († 1754)

## Ottobre(5)
- 4 ottobre - George Murray, generale scozzese († 1760)
- 18 ottobre - René-Louis de Voyer de Paulmy d'Argenson, scrittore francese († 1757)
- 24 ottobre - Maria Carolina del Liechtenstein, principessa austriaca († 1735)
- 26 ottobre - Johan Helmich Roman, compositore, violinista e oboista svedese († 1758)
- 27 ottobre - Marcello Crescenzi, cardinale e arcivescovo cattolico italiano († 1768)

## Novembre(9)
- 1º novembre - Santo de Inzillo, vescovo cattolico italiano († 1755)
- 2 novembre - Giuseppe Carlo del Palatinato-Sulzbach, nobile tedesco († 1729)
- 5 novembre - Ottone Hamerani, medaglista italiano († 1761)
- 6 novembre - Francesco Maria Manzi, arcivescovo cattolico italiano († 1774)
- 10 novembre - Giovan Battista Passeri, archeologo, letterato e avvocato italiano († 1780)
- 12 novembre - Augustine Washington, militare britannico († 1743)
- 15 novembre - Ricardo Wall, militare, diplomatico e politico irlandese († 1777)
- 21 novembre - Voltaire, filosofo, drammaturgo e storico francese († 1778)
- 28 novembre - Leopoldo di Anhalt-Köthen, principe († 1728)

## Dicembre(6)
- 2 dicembre - William Shirley, politico britannico († 1771)
- 4 dicembre - Pietro Girolamo Guglielmi, cardinale italiano († 1773)
- 10 dicembre - Vittorio Francesco, marchese di Susa, nobile italiano († 1762)
- 22 dicembre - Hermann Samuel Reimarus, filosofo e scrittore tedesco († 1768)
- 24 dicembre - Louisa Berkeley, contessa di Berkeley, nobildonna inglese († 1716)
- 28 dicembre - Česlav Vaňura, compositore ceco († 1736)

## Senza giorno specificato(22)
- Luigi II di Melun, nobile francese († 1724)
- Bartolomeo Altomonte, pittore austriaco († 1783)
- Gottlieb Siegfried Bayer, filologo, storico e orientalista tedesco († 1738)
- Pietro Bianchi, pittore italiano († 1740)
- Hans Adolph Brorson, scrittore danese († 1764)
- Jane Capell, contessa di Essex, nobildonna inglese († 1724)
- Peter Collinson, botanico inglese († 1768)
- Nicola De Filippis, pittore italiano († 1769)
- Ivan Michajlovič Evreinov, geodeta e esploratore russo († 1724)
- Edme-François Gersaint, mercante d'arte e storico dell'arte francese († 1750)
- Jan Kryštof Handke, pittore ceco († 1774)
- Gilles Hocquart, funzionario francese († 1783)
- Jane Fenn Hoskens, scrittrice statunitense († 1764)
- William Lowther, II baronetto, politico inglese († 1763)
- Pietro Nachini, organaro italiano († 1769)
- Nicolò Palma, architetto italiano († 1779)
- Antonín Reichenauer, compositore e organista ceco († 1730)
- Angelo Benedetto Rossi, presbitero e pittore italiano († 1755)
- Federico Ernesto di Lippe-Alverdissen, nobile († 1749)
- Pietro Valguarnera, nobile, militare e politico italiano († 1779)
- Francesco Maria Zuccari, francescano, compositore e organista italiano († 1788)
- Daniel le Pelley, nobile († 1752)